# Michele Oka Doner

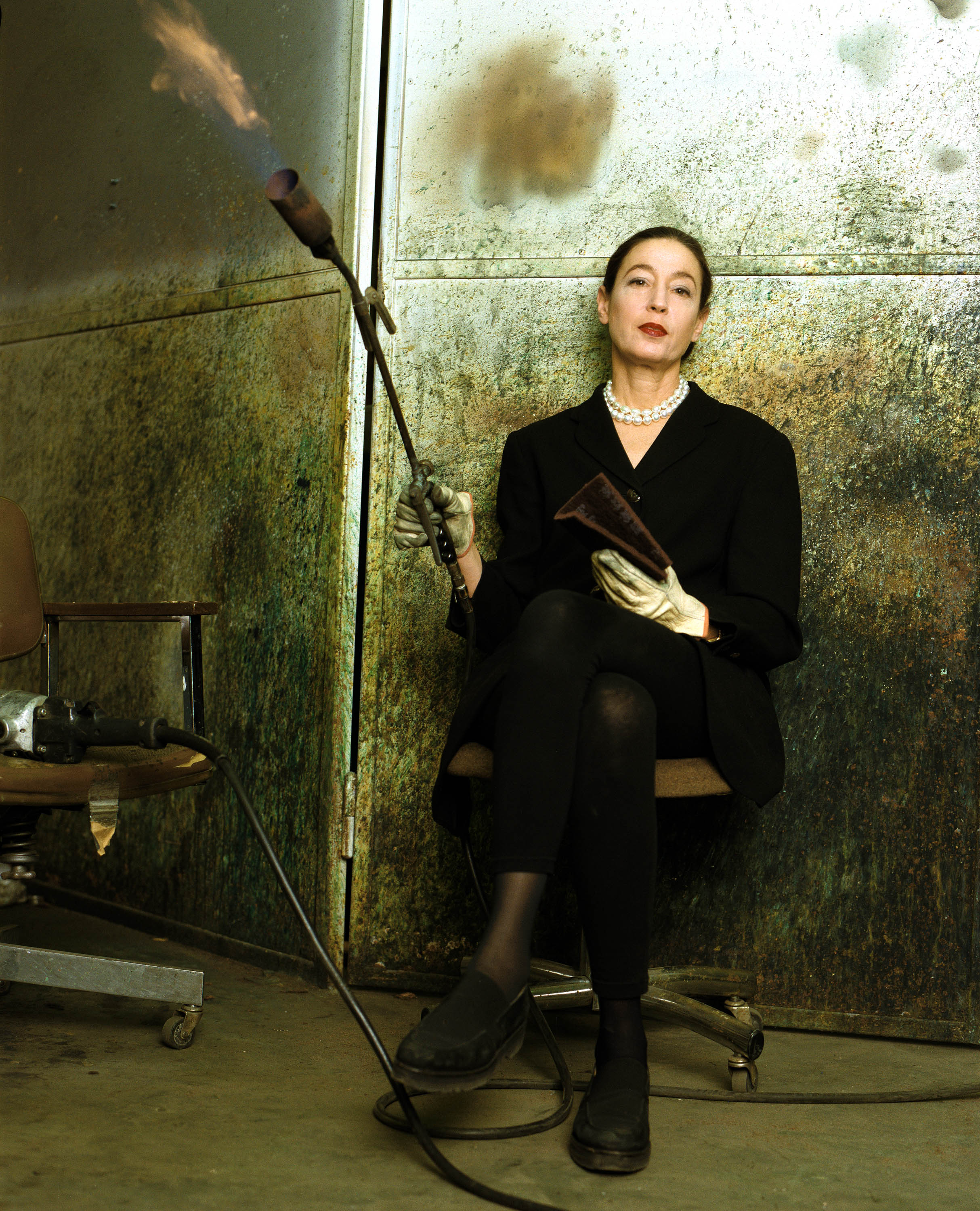

Michele Oka Doner (Miami Beach, Florida, 1945), es una artista estadounidense  que crea obras de escultura, grabado, dibujo, objetos funcionales, video, diseño de vestuario y escenografía.

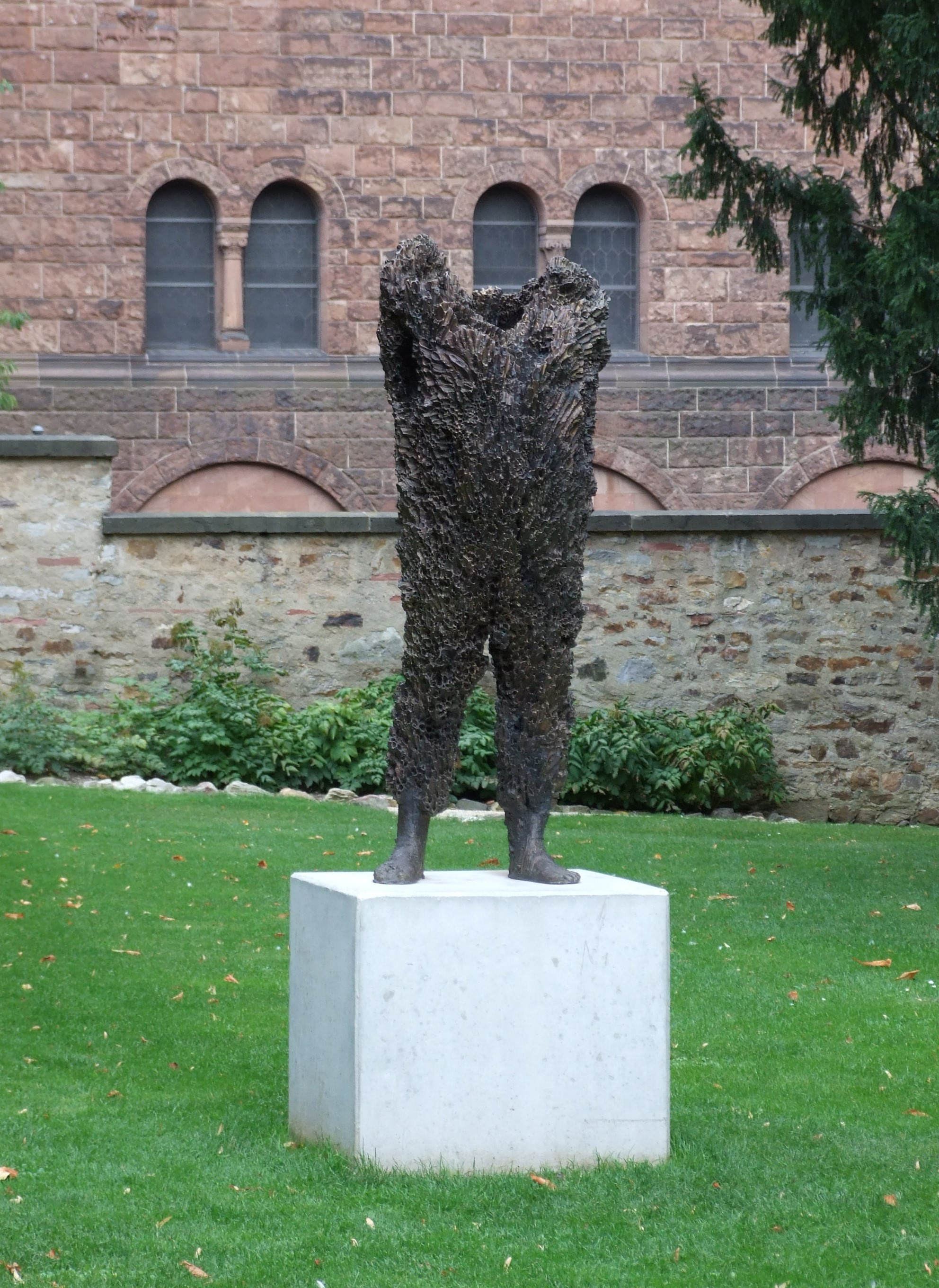

## Primeros años
Oka Doner es hija de Kenneth Oka, quien fuera juez y alcalde de Miami Beach, y  nieta del pintor Samuel Heller. Realizó sus estudios en la Universidad de Míchigan en donde terminó la Licenciatura en Ciencias y Diseño en 1966 y una Maestría en Administración de Empresas en 1968).

## Trayectoria
Su obra está inspirada en el mundo natural. Sus objetos artísticos exponen los vínculos entre los seres humanos y la naturaleza. Ha realizado  instalaciones el aeropuerto de Mimai y en el subte de Nueva York, el diseño de trajes y escenarios para el Miami City Ballet, exposiciones individuales en Wasserman Projects Gallery en Detroit, Neue Gallery de Nueva York  y en la David Gill Gallery en Londres.

## Premios y reconocimientos

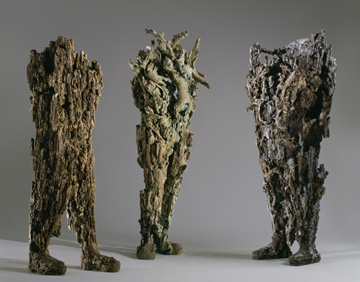

En 2011 recibió el título de Doctora Honoris Causa del Instituto de Diseño de la New York School.
En 2016 le dieron el título de Doctora en Arte Honoris Causa de la Universidad de Míchigan.
También recibió  el Premio Pratt Legend, que premia a personas  distinguidas en el mundo del arte y el diseño.
En 2016, el Pérez Art Museum Miami de Miami le rindió homenaje por sus 50 años de trayectoria,exponiendo más de 20 obras sobre papel, esculturas, sillas, joyas y otras piezas suyas.